# Alexandre Toussin
Alexandre Toussin, né le 28 octobre 1796 à Rouen (Seine-Inférieure) et mort peu avant le 8 juillet 1880 à San Francisco, est un homme politique et un armateur français.

## Biographie
Alexandre Guillaume Toussin naît en 1796 à Rouen.
Négociant et armateur à Rouen, il est député de la Seine-Inférieure de 1834 à 1837 et de 1839 à 1846, et siège dans l'opposition de gauche avec les libéraux.
En 1858, il vit outre-Atlantique à San Francisco. Au décès de sa fille Pauline le 30 novembre 1862, il y est toujours domicilié. Son nom figure dans plusieurs éditions de l'annuaire de la ville, sous les mentions suivantes : « Toussin Alexander, dwl S s Caroline Place, nr Powell [Avenue] » (édition 1864-1865) ; « Toussin Alexander Sr., real estate, dwl 15 Powell [Avenue] » (édition 1871-1874) ; « Toussin Alexander G., capitalist, dwl 114 Virginia [Avenue] » (édition 1875-1880).
Alexandre Toussin meurt à l'âge de 83 ans et est inhumé, sous le nom d'Alexander Toussin, le 8 juillet 1880 à San Francisco.

## Hommage
Le trois-mâts Alexandre-Toussin, armé à Rouen par Alexandre Toussin et fils en 1836, porte son nom. Il a effectué des voyages transatlantiques, vers La Nouvelle-Orléans ou La Martinique par exemple.